# Гуиро
Гуиро е музикален перкусионен инструмент от групата на дървените идиофони. Има латиноамерикански произход, но прилича и на филипинския инструмент кагул.
Състои се от кух дървен цилиндър, назъбен по повърхността си. Звукоизвличането става, като изпълнителят търка с тънка дървена палка по назъбената основа на инструмента.